# العضلة تحت الضلعية
تتكون العضلات تحت الضلعية (بالإنجليزية: subcostal muscles)‏ من حزم عضلية وسفاقية ، والتي عادة ما تكون مكتملة النضج فقط في الجزء السفلي من الصدر، و تنشأ كل منها من السطح الداخلي لأي ضلع ، وتنغرز في السطح الداخلي للضلع التالي أو الذي يليه بالقرب من زاويته.
تتجه أليافها في نفس اتجاه ألياف العضلة الوربية الداخلية.
تضغط على الأضلاع للمساعدة في الزفير.